# Jean Jacques François Taurel
Pour les articles homonymes, voir Taurel.
Jean Jacques François Taurel, né en 1757 à Toulon et mort le 30 novembre 1832 à Paris, est un peintre français.

## Biographie
Jean Jacques François Taurel naît en 1757 à Toulon. Il est élève de Doyen.
Il expose au Salon de Paris de 1795 à 1817 et célèbre surtout les exploits des armées françaises. 
Il meurt le 30 novembre 1832 à Paris.

## Œuvres
Le musée de Versailles conserve de lui : L'entrée de l'armée française à Naples le 21 janvier 1799, et celui de Bernay, Incendie à Toulon. Un grand nombre de ses ouvrages ont été reproduits sous forme de lithographies.

### L'entrée de l'armée française à Naples
L'œuvre présentée en 1799 au Salon de l'an VII (no 315), est à la fois un paysage et une peinture militaire. Cela montre la désorganisation des genres picturaux opérée par la Révolution. Le livret du Salon porte comme titre Paysage, marine, pourtant Taurel avait insisté sur l'isocéphalie des soldats, ce qui dégage une certaine idée d'égalité, minimisant entièrement le général Championnet.

### Incendie du port de Toulon
Il s'agit d'une huile sur toile acquise par l'État en 1796 (H. 0,720 m et L. 1,240) (inv. M.R. 2517); dépôt du Louvre au musée de Bemay en 1872.